# Дьондьї Салай-Горват
Дьондьї Салай-Горват (угор. Szalay-Horváth Gyöngyi, нар. 24 березня 1968, Тапольця, Угорщина — 30 грудня 2017, Веспрем, Угорщина) — угорська фехтувальниця на шпагах, бронзова призерка Олімпійських ігор 1996 року, шестиразова чемпіонка світу, чемпіонка Європи.

## Виступи на Олімпіадах
| Олімпіада    | Дисципліна          | Місце |
| ------------ | ------------------- | ----- |
| Атланта 1996 | індивідуальна шпага | 3     |
| Атланта 1996 | командна шпага      | 4     |
| Сідней 2000  | індивідуальна шпага | 18    |
| Сідней 2000  | командна шпага      | 4     |